# Fuel 2000
Fuel 2000 je americké hudební vydavatelství specializující se na licencované reedice jazzových alb z katalogu BYG Actuel a dalších společností.